# Družbeni razred
S pojmom družbeni razred označujemo družbeno neenakost, ki ima korenine v odnosu do družbenih produkcijskih sredstev. Ta odnos določa vlogo posameznika v družbeni produkciji, kar pa določa njegov razredni položaj; ta nadalje določa njegov materialni položaj, ki pa ima odločilen vpliv na posameznikov življenjski razvoj. Poleg materialnega položaja spada sem tudi njegov osebni razvoj, kot na primer intelektualni in kulturni razvoj (sem spada tudi izobrazba), pa tudi njegovo fizično in psihično zdravje, kar ima tudi vpliv na njegovo življenjsko dobo; razredni položaj tako bistveno vpliva na kvaliteto življenja posameznika.
Za družbeni razred se v sociološkem kontekstu uporablja tudi izraz družbena stratifikacija; ta je ožji pojem od družbene neenakosti v smislu, da stratifikacija ne izhaja iz individualnih, ampak sistemskih faktorjev.

## Družbeni razredi v sociologiji
Pri družbenih razredih moramo razlikovati med razredno družbo, kot je pojmovana v marksistični teoriji, ter razredni družbi, kot je pojmovana v sodobni sociologiji. V slednji je razredna družba namreč značilna le za kapitalizem; vse predhodnice kapitalistične družbe so sicer bile družbeno stratificirane (tj. da so vsebovale neenakosti, ki so izhajale iz globljih, sistemskih družbenih mehanizmov), kljub temu pa se zanje ne uporablja izraz razredna družba; sužnjelastniška družba ima tako posebno ime, isto pa velja za kastno in stanovsko družbo, ki sta bili značilni za fevdalizem.
Kot glavni argument za takšno razlikovanje se navaja, da je družbeno neenakost iz individualnega vidika lažje premostiti v razredni družbi kot v njenih predhodnicah (tj. večja vertikalna družbena mobilnost); možnosti vzpona v buržoazijo iz slojev delavstva, četudi so še vedno majhne, so vseeno večje kot na primer vzpon iz tlačana v fevdalca. K temu pripomore odprava starih stanovskih omejitev, ki jih buržoazna revolucija nadomesti s povsem ekonomskimi omejitvami (je pa pri dejanski odpravi starih stanovskih/kastnih režimov zelo oportunistično nedosledna; ostanke starega reda, ki ji koristijo, ohrani in integrira v svojo družbo). Kapitalist je, na primer, definiran izključno glede na lastništvo do produkcijskih sredstev; isto velja za mezdnega delavca, katerega položaj je ravno tako definiran izključno glede na njegovo (ne)lastništvo produkcijskih sredstev. Razredni izvori kapitalista (če npr. ta izhaja iz revnih družine) tako niso problematični; še več, so celo zelo priročen material za buržoazno ideološko propagando. Primer so ameriške sanje, ki izpostavljajo primere malomeščanov in kapitalistov, ki so se povzpeli iz delavskih vrst (zanemarjajo pa tako kapitaliste, ki so se rodili kot kapitalisti, kot delavce, ki so ostali delavci).
Takšne individualne razredne prehode pa je nepravilno posplošiti in jih s tem postaviti za splošno značilnost kapitalizma. Enostavno prenesti družbeno dinamiko iz mikro na makro nivo pomeni neupravičeno predpostavljati, da je razredna dinamika v obeh primerih enaka. Drugače rečeno: če posameznim delavcem uspe, da postanejo najprej malomeščani, nato pa tudi kapitalisti, to ne pomeni, da bo uspelo vsem delavcem. Nadalje ni upravičeno trditi, da takšna razlika izhaja iz razlik v individualnih naprezanjih (tj. da eni delajo bolj kot drugi, zato tudi obogatijo); to je sicer predpostavka tako imenovanega ekonomskega prvotnega greha. S takšno predpostavko bi namreč zanemarili sistematično izkoriščanje, ki izhaja iz razredne družbe.

## Osnovne značilnosti družbenih razredov
Za obstoj razredne družbe morata biti izpolnjena dva ključna pogoja. Prvi pogoj je, da obstaja družbeni presežek. To pomeni, da so produktivne sile dovolj razvite, da lahko posameznik proizvede dovolj, da ne vzdržuje le sebe, ampak tudi nekoga drugega, ki ne dela (natančneje: ki sam ne proizvaja lastnih življenjskih potrebščin). Razredna družba je mogoča, ko je presežek na nivoju celotne družbe dovolj velik, da vzdržuje sloj prebivalstva, ki ne dela, ampak se nasprotno preživlja s produkti drugih. 
Takšno prisvajanje družbenega presežka za lastno porabo postane mogoča z drugim ključnim pogojem razredne družbe: monopola nad družbeno produkcijo. Vladajoči razred si lahko prisvoji presežni produkt, ker ima nadzor nad družbeno produkcijo, to pa zato, ker ima nadzor nad ključnimi pogoji za potek produkcije nasploh; to velja za vse oblike razredne družbe.
V primeru suženjstva vladajoči razred nadzira producenta (sužnja) kot osebno lastnino. V primeru fevdalizma ima fevdalec nadzor nad zemljo, na kateri kmet živi, ta pa mu mora v zameno plačevati dajatve in opravljati tlako (delo na fevdalčevi posesti). V primeru kapitalizma ima buržoazija (vladajoči razred) nadzor nad produkcijskimi sredstvi, brez katerih pa mezdni delavec ne more delovati.
Za vse oblike razredne družbe se tako pojavi ponavljajoč se vzorec. Po tem vzorcu se v vsaki razredni družbi izoblikujeta dva večja razreda: prvi razred je vladajoči razred, drugi pa je razred  producentov, ki jih vladajoči razred izkorišča (eksploatira). Razred producentov torej ustvarja družbeno bogastvo; vladajoči razred si ga prisvaja, ker nadzira pogoje, ključne za potek produkcije. 

### Delitev na potrebni in presežni produkt
Monopol vladajočega razreda nad družbeno produkcijo ima za posledico, da se celotni družbeni produkt deli na dva večja dela; oba dela proizvede v celoti razred producentov. Prvi del je tako imenovani potrebni produkt; ta ostane razredu producentov. V primeru suženjstva so to osnovne življenjske potrebščine, ki jih mora sužnjelastnik nameniti sužnju, da ta ostane živ in dovolj pri močeh za nadaljnje delo. V primeru fevdalizma je to pridelek (in ostali izdelki kmetovega dela), ki kmetu ostane po vseh dajatvah. V primeru mezdnega dela je to vrednost (denarna vsota), ki jo delavec prejema v zameno za svojo delovno silo od kapitalista. V vseh primerih je referenčna točka za velikost potrebnega produkta obseg življenjskih potrebščin, potrebnih za vzdrževanje producenta (s tem pa tudi vzdrževanja njegovih delovnih zmožnosti); mezdno delo se v tem od svojih predhodnikov ne razlikuje.
Drugi del družbenega produkta je presežni produkt, ki si ga v celoti prisvoji vladajoči razred. Nadaljnja delitev presežnega produkta je odvisna od konkretnega načina produkcije. Natančneje: odvisno je od vprašanje, ali ima vladajoči razred tudi neposredni nadzor nad družbeno produkcijo. 
V primeru, da to drži, kot na primer v suženjstvu in kapitalizmu, se presežni produkt deli na dva dela. Prvi del je namenjen osebnemu dohodku vladajočega razreda, ki ga slednji porabi za kritje lastnih potreb. Pri tem je nepomembno, ali so to življenjsko nujne potrebščine ali luksuzna potrošnja; pomembno je, da se vladajoči razred vzdržuje z delom razreda izkoriščanih producentov. Drugi del je namenjen širitvi družbene produkcije. Navkljub temu, da ima to posledice za družbeno produkcijo kot celoto, je to še vedno del presežnega produkta, saj je ta družbena produkcija pod nadzorom vladajočega razreda; producenti nimajo besede o njenem nadaljnjem razvoju.
Če producent razpolaga z lastnimi produkcijskimi sredstvi, produkcijski proces poteka pod njegovim okriljem, vladajoči razred pa se prikazuje kot zunanja sila, ki s samo produkcijo nima ničesar opraviti, si pa kljub temu prisvaja delež njenih produktov. V tem primeru presežni produkt sestoji samo iz osebnega dohodka; s sredstvi, namenjena vzdrževanju in morebitni širitvi produkcije, razpolaga producent sam in so tako del potrebnega produkta. 

## Dinamika razredne družbe

### Razredni boj
Vse oblike razredne družbe temeljijo na eksploataciji producenta, iz česar izhaja tudi konflikt med vladajočim razredom in producenti, ki jih vladajoči razred izkorišča. Ker takšno izkoriščanje ni slučajni dogodek, ampak je sistemskih razsežnosti, je takšnih razsežnosti tudi konflikt med producentom in izkoriščevalcem; posledično govorimo o konfliktu med družbenimi razredi oziroma razrednemu boju.
Ta razredni boj ima v vsaki družbi več stopenj. Najprej ni vprašanje širše družbene spremembe, ampak si nasprotno producenti prizadevajo izboljšati lastni položaj v okviru obstoječega sistema; primer iz fevdalizma je tako imenovana stara pravda (ki je bila glavna zahteva kmečkih uporov), primer iz kapitalizma pa je boj za višje mezde ter boljše delovne pogoje. Sčasoma takšne reformistične zahteve postanejo neustrezne in se radikalizirajo v zahteve po spremembi celotnega družbenega sistema oziroma revolucijo.

### Vloga države v razredni družbi
Produkcijski odnosi, ki omogočajo obstoj razredne družbe, istočasno povzročajo tudi razredni konflikt. Ta konflikt se ne more razrešiti sam od sebe, ker bi to zahtevalo odpravo pogojev, ki sploh omogočajo obstoj razredne družbe. Istočasno ta konflikt sčasoma pričenja ogrožati stabilnost razredne družbe v smislu, da predstavlja grožnjo revolucije, v kateri bi obstoječi vladajoči razred izgubil svojo oblast.
To vodi do nastanka države kot sile, ki istočasno izhaja iz razredne družbe, a ki hkrati presega kratkoročne interese razredov. Zadnji del je še posebej pomemben, ker njegovo neupoštevanje vodi do revizionizma in reformizma. 
Glavni cilj države razredne družbe je, da zagotovi stabilnost te družbe. Sredstva za dosego tega cilja niso vedno skladna s kratkoročnimi interesi buržoazije. To na primer velja za splošno volilno pravico in zakonsko regulacijo mezdnega dela. Ne eno ne drugo ni v takojšnjem interesu buržoazije: volilna pravica ne, ker se s tem poveča politični vpliv delavskega razreda, regulacija mezdnega dela pa ne, ker ta omejuje obseg izkoriščanja delavcev. Kljub temu pa je to dolgoročno v interesu buržoazije, saj takšni ukrepi (začasno) povečajo stabilnost kapitalistične družbe in s tem tudi stabilnost buržoazne oblasti nad proletariatom. Podobno velja za socialno demokracijo; ta je bila zgodovinsko sprejeta kot zmerni kompromis nasproti militantnim in radikalnim skupinam delavskega razreda. Ko je nevarnost revolucije minila, se je pričelo tudi razgrajanje socialne demokracije; zgodovinsko jo je nadomestil neoliberalizem.
Država posledično revolucije ne more preživeti nedotaknjena, ampak jo nasprotno zmagovita stran prilagodi svojim potrebam. Buržoazija na primer ni obdržala fevdalne države, ampak jo je nadomestila s svojo lastno različico (npr. tendenco k večstrankarskim parlamentom, ki odražajo frakcije znotraj same buržoazije). Podobno buržoazna država (ali katerakoli druga država razredne družbe) ne more preživeti komunistične revolucije, ampak se jo mora preoblikovati, da ustreza zahtevam diktature proletariata.

## Protislovja razredne družbe in revolucije
Vsaka razredna družba vsebuje že v svoji zasnovi protislovja, zaradi katerih je na dolgi rok nestabilna. Prvo takšno protislovje je že sistemski konflikt med vladajočim razredom in producenti. Ta konflikt izhaja iz protislovja, da so producenti tisti, ki ustvarjajo družbeno bogastvo, hkrati pa so istega bogastva deležni le v tolikšni meri, da se lahko preživljajo. Na drugi strani vladajoči razred ne dela, ne ustvarja družbenega bogastva, kljub temu pa živi luksuzno življenje na račun producentov.
Drugo protislovje izhaja iz konflikta med produkcijskimi odnosi in dejanskim razvojem produktivnih sil. Takšen primer so kasnejša obdobja fevdalizma. Slednji je temeljil na minimalni rasti produkcije; kmet je produciral predvsem za kritje lastnih potreb (in fevdalčeve dajatve), zato ni imel potrebe po stalni rasti produkcije zavoljo te rasti same. V mestih cehi ravno tako niso gradili na gospodarski rasti, ampak nasprotno na strogem omejevanju produkcije; ščitenje njihovih članov je na primer temeljilo ravno na monopolu nad obrtjo ter omejevanjem konkurence med samimi obrtniki z omejevanjem njihovega števila. Manufakture in nadalje strojna produkcija so sistem cehov ekonomsko spodkopali; iz vidika konkurence zaradi cenejših izdelkov, iz vidika obrti pa, ker so slednjo z delitvijo dela razbili na vrsto enostavnih nalog. Kapitalizem je tako bil tudi odgovor na ekonomska protislovja fevdalizma; natančneje, na konzervativen pristop do razvoja produktivnih sil, omejevanja produkcije ter vztrajanja na ohranjanju ročnega dela (v nasprotju z delitvijo dela in množično strojno produkcijo).
Komunizem se ponovno pojavi kot odgovor na protislovja kapitalizma. Temeljno protislovje kapitalistične produkcije je, da je ta kolektivni proces, prisvajanje njenih produktov pa poteka v okviru privatne lastnine. To protislovje postane toliko bolj očitno z delniškimi družbami, kjer kapitalisti (delničarji) celo vodenje kapitalistične produkcije prepustijo drugim uslužbencem (malomeščanstvu). Dodatno protislovje kapitalistične produkcije je, da jo moramo zaradi blagovne produkcije (tj. produkcije za trg za razliko od produkcije za osebno porabo) obravnavati kot družbeno celoto; sama kapitalistična produkcija, ki se osredotoča na nivo posameznega kapitala, tega ne stori. Posledice so periodične krize, pa tudi, da del družbenega kapitala periodično izpada iz cirkulacije, ker ga ni mogoče »produktivno zaposliti« (tj. da bi imel profitno mero vsaj blizu družbenega povprečja). Sam kapitalizem poskuša ta protislovja razrešiti; primer tega so monopoli in državna lastnina, ki pa težijo h kolektivizaciji in upravljanju produkcije na nivoju celotne družbe.
Tako v primeru fevdalizma kot kapitalizma se že v okviru starega družbenega reda pojavljajo zametki nove družbe; v primeru fevdalizma industrijska revolucija ter nastanek novih družbenih razredov (proletariata in buržoazije), v primeru kapitalizma težnja po omejevanju konkurence in izključevanju buržoazije iz dejanske cirkulacije njenega lastnega kapitala. V obeh primerih pa se te težnje lahko dokončno razvijejo le, če se razbije star družbeni red, ki jih omejuje; v primeru kapitalizma je to fevdalizem, v primeru komunizma je to kapitalizem.
Razredne družbe tako zaradi svojih notranjih protislovij vodijo do revolucij, v katerih so tudi odpravljene; če staro razredno družbo nasledi nova oblika razredne družbe, ta ponovno vsebuje notranja protislovja, ki bodo vodila do nove revolucije. S tem se cikel revolucij ponavlja, dokler se z odpravo stare razredne družbe ne odpravijo družbeni razredi nasploh; temeljni pogoj, da se to zgodi je, da so vodilni razred revolucije sami producenti (tj. delavci in kmetje).

### Ohranjanje starih elementov razredne družbe
Za novo razredno družbo ni nujno, da uniči vse ostanke svoje predhodnice. Novi vladajoči razred namreč lahko elemente stare družbe, ki mu koristijo, prevzame in prilagodi novim razmeram. 
V kapitalizmu je takšen primer cerkev; buržoazija se je proti cerkvi borila, dokler je ta bila pomembna frakcija aristokracije, starega vladajočega razreda. Ko je cerkev v takšni vlogi bila premagana in je bila integrirana v novo družbo (kot kapitalist), je poniknil tudi buržoazni antiklerikalizem. Podobno velja za ostanke preteklih razrednih odnosov, kot na primer kastnega sistema; slednjega kapital priložnostno uporabi, če mu pomaga utrditi oblast nad delavci. Enako velja za suženjstvo, proti kateremu kapitalist nima zadržkov, če mu pomaga znižati produkcijske stroške; glavni faktor, ali bo kapitalist dopuščal suženjstvo, tako ni ideološki, ampak je vprašanje njegovih ekonomskih interesov.